# Иваново (Сокольский район)
Иваново — деревня в Сокольском районе Вологодской области.
Входит в состав Чучковского сельского поселения, с точки зрения административно-территориального деления — в Чучковский сельсовет. Расположена к северу от автодороги А123.
Расстояние по автодороге до районного центра Сокола — 86 км, до центра муниципального образования Чучкова — 4 км. Ближайшие населённые пункты — Васьково, Высокая, Пустошка, Никольское, Павлово, Жилино.
По переписи 2002 года население — 13 человек.